# Colinas de Solymar
Colinas de Solymar ist eine Stadt in Uruguay.

## Geographie
Sie befindet sich im südlichen Teil des Departamento Canelones in dessen Sektor 37. Colinas de Solymar grenzt an die Río-de-la-Plata-Küstenstadt Lomas de Solymar. Nordwestlich liegt Lomas de Carrasco.

## Infrastruktur
Colinas de Solymar liegt an der Nordseite der Ruta Interbalnearia an deren Kilometerpunkt 26.

## Einwohner
Die Einwohnerzahl von Colinas de Solymar beträgt 2.813. (Stand: 2011)
| Jahr | Einwohner |
| ---- | --------- |
| 1963 | -         |
| 1975 | 123       |
| 1985 | 757       |
| 1996 | 1.768     |
| 2004 | 2.502     |
| 2011 | 2.813     |

Quelle: Instituto Nacional de Estadística de Uruguay